# Paul Dukas
Paul Dukas (n. 1 octombrie 1865, Paris, Île-de-France, Franța – d. 17 mai 1935, Paris, Franța) a fost un compozitor francez.

## Biografie
A studiat la Conservatorul Superior de Muzică și dans din Paris, unde a fost elevul lui Guiraud, un prieten al lui Bizet. A părăsit conservatorul pentru a se consacra criticii muzicale și compoziției. A fost prieten cu Claude Debussy.
Deși a fost un profesor respectat (el l-a format pe Georges Favre), perfecționismul de care dădea dovadă l-a făcut să distrugă multe partituri în anii 1920. A fost priceput în orchestrație.
Cea mai cunoscută lucrare a sa rămâne un scherzo L'Apprenti sorcier (Ucenicul vrăjitor) inspirat de Der Zauberlehrling de Gœthe.
Lucrarea a fost larg popularizată prin filmul de desene animate Fantasia, de Walt Disney.
A mai compus o simfonie și o operă după Ariane et Barbe-Bleue (Ariana și Barbă Albastră) de scriitorul belgian, distins cu Premiul Nobel pentru Literatură, Maeterlinck, cu care a repurtat un mare succes.
Ultima sa lucrare de anvergură a fost baletul La Péri.

## Principalele lucrări muzicale
- Muzică orchestrală :

Uverturile Götz von Berlichingen, Polyeucte și le Roi Lear (Regele Lear)
Symphonie (1896)
L'Apprenti sorcier (Ucenicul vrăjitor) (1897)
- Muzică de cameră :

Villanelle, pentru cor și pian
- Muzică pentru pian :

Interlude et final pe o temă de Rameau
La plainte, au loin, du faune... (Plângerea, de deparete, a faunului)
Prélude élégiaque et variations (Preludiu elegiac și variațiuni)
Sonate (Sonată)
- Muzică vocală :

Sonnet de Ronsard (Sonet de Ronsard)
Vocalise (Vocaliză) , pentru voce și pian
Cantatele Hymne au soleil (Imn soarelui) și Sémélé et Velléda (Sémélé și Velléda)
- Balet :

La Péri (1912)
- Operă :

Ariane et Barbe-Bleue (Ariana și Barbă Albastră) (1907)